# 王银良
王银良（1950年—），河南开封人，回族，中华人民共和国政治人物、第十二届全国人民代表大会河南地区代表。
毕业于首都经贸大学。担任王守义时代十三香董事长。2008年起担任全国人大代表。2013年，担任全国人大代表。2018年2月24日，当选为第十三届全国人大代表。